# Alberto Giuriato
Alberto Giuriato, né le 12 mai 1998 à Pordenone, est un coureur cycliste italien.

## Biographie
Il met un terme à sa carrière à l'issue de la saison 2019.

## Palmarès sur route

### Par année
- 2017
  - Törökbálint GP
- 2018
  - 2e du Tour de Bihor
  - 2e du Grand Prix de Poggiana

### Classements mondiaux
| Année           | 2017 | 2018 |
| --------------- | ---- | ---- |
| UCI Europe Tour | 797e | 664e |

## Palmarès sur piste

### Championnats nationaux
- 2015
  - 3e du championnat d'Italie de poursuite par équipes juniors
- 2016
  -  Champion d'Italie de poursuite par équipes juniors (avec Nicola Venchiarutti, Mattia Pezzarini, Emanuele Amadio et Gabriel Marchesan)